# Sporten.dk
Sporten.dk er et dansk website med sportsnyheder, som drives af Berlingske Media. Sporten.dk ledes af redaktionscheferne Jacob Staehelin og Flemming Fjeldgaard.
Sitet blev etableret i juni 2008 og er et resultat af fusionen af sportsredaktionerne på B.T., Berlingske Tidende og Urban. Derudover leverer de øvrige dagblade i Berlingske Media også stof til Sporten.dk – det drejer sig om JydskeVestkysten og Århus Stiftstidende samt de øvrige udgivelser i Midtjyske Medier-gruppen. I september 2008 havde sitet 2.410.218 besøgende, hvilket er markant flere end Bold.dk.